# شب‌های فوتبالی
شب‌های فوتبالی یک برنامه تلویزیونی زنده فوتبالی است، که بعد از برگزاری هر هفته لیگ برتر فوتبال ایران از شبکه ورزش پخش می‌شود. این برنامه که به تهیه‌کنندگی علی خشایارفرد و اجرای مهدی توتونچی و محمد میر پخش می‌شود، به بررسی اتفاقات و حواشی پیرامون فوتبال ایران می‌پردازد. در این برنامه مسابقات لیگ برتر خلیج فارس، جام حذفی فوتبال ایران، سوپر جام فوتبال ایران، مسابقات تیم‌های ایرانی در لیگ قهرمانان آسیا و مسابقات تیم ملی فوتبال ایران پوشش داده می‌شود.
شب‌های فوتبالی با بهره‌گیری از کارشناسان تهران و شهرستان‌های مختلف، به بحث و بررسی دیدارهای فوتبال روز می‌پردازد و نتایج بازی‌ها و موضوعات مختلف را از نگاه کارشناسان، مربیان و نویسندگان ورزشی مورد بحث و بررسی قرار می‌دهد. بررسی حاشیه دیدارهای لیگ برتر فوتبال با حضور مهمانان ویژه از جمله کارشناسان فوتبال، مسئولان، بازیکنان و سرمربیان در قالب تصویر روبروی مخاطبان قرار می‌گیرد. تحلیل داوری دیدارهای لیگ برتر فوتبال از جمله آیتم‌های جذاب این برنامه است. همچنین این برنامه به عنوان یکی از برنامه‌های جایگزین ۹۰ شناخته می‌شود. قبل از تعطیلی ۹۰ از این برنامه به عنوان رقیب ۹۰ هم یاد می‌شد.

## پیشینه
اولین برنامه شب‌های فوتبالی در ۲۴ شهریور ۱۳۹۴ روی آنتن شبکه ورزش رفت و از آن تاریخ مخاطبان فوتبال می‌توانند گزیده بازی‌های لیگ برتر را به همراه کارشناسی فنی و داوری را با حضور کارشناسان مجرب از شبکه تخصصی ورزش تماشا کنند.

## ویژگی‌ها

### پخش
این برنامه بعد از برگزاری هر هفته لیگ برتر فوتبال ایران از شبکه ورزش پخش می‌شود.

### اجرا
مجریان این برنامه مهدی توتونچی و محمد میر هستند. سابقاً عبدالله روا، رسول مجیدی، مهدی واعظی، شهاب قاسمی و محمد درخشنده اجرای این برنامه را به عهده داشتند و افشین عبداللهیان کارشناس سابق برنامه بود.

## درون‌مایه

### روند برنامه
برنامه شب‌های فوتبالی در هر قسمت به مرور و تحلیل رویدادهای مرتبط با فوتبال ایران می‌پردازد. به‌طور معمول، این برنامه صحنه‌هایی از بازی‌های لیگ برتر خلیج فارس، جام حذفی فوتبال ایران، تحلیل مسائل مربوط به داوری بازی‌ها با حضور کارشناسان داوری و بررسی حواشی فوتبال ایران را پخش می‌کند.

### بخش‌های برنامه
- پخش خلاصه بازی‌ها:

در این بخش صحنه‌های مهم بازی‌ها به همراه مصاحبه بازیکنان و مربیان پخش می‌شود.
- بخش کارشناسی داوری:

در این برنامه هر هفته کارشناسان داوری دربارهٔ بازی‌ها اظهار نظر می‌کنند.
- میهمان:

در هر قسمت از برنامه مربیان، بازیکنان و مدیران باشگاه‌ها به برنامه دعوت می‌شوند و دربارهٔ مسایل مختلف با مجریان به گفتگو می‌نشینند.
- آیتم‌ها:

هر هفته در این بخش، آیتم‌هایی از تیم‌ها، بازیکنان و مربیان فوتبال ایران پخش می‌شود.
- تحریریه:

در این بخش به اخبار و تصاویر و ویدئوهای جذاب از فوتبال ایران پرداخته می‌شود.
- آنالیز فنی :

در این بخش بازی‌های مهم یا خاص هر هفته (از بعد فنی یا کیفیت) توسط یک تیم چند نفره آنالیز می‌شود و ماحصل آن با تصاویر مربوط به بازی پخش می‌گردد.
- مستندهای موضوعی:

در این برنامه به تناسب اتفاقات هفته گذشته (یا آینده) مستندهایی کوتاه پخش می‌شود. معمولاً این مستندها علاوه بر موضوعات فوتبالی، دربرگیرنده موضوعات اجتماعی و فرهنگی هم می‌شوند.
- پرونده ویژه:

در این بخش دربارهٔ اتفاقات ویژه در فوتبال ایران صحبت می‌شود.
- پیش‌بازی:

در این بخش بررسی شرایط تیم‌های برگزارکنندهٔ بازی مهم هفته آینده در هفته‌های قبل، بررسی آماری همراه با نگاه تاریخی صورت می‌گیرد.

## نشان‌واره‌ها

۱۳۹۴–۱۳۹۷
۱۳۹۷–۱۳۹۹
۱۳۹۹–۱۴۰۰
۱۴۰۰–اکنون